# 李亞萍 (藝人)
李亞萍（1950年3月22日—），籍貫江蘇省南京市，出生於臺灣臺北市北投區，臺灣女歌手。以一首《醒來吧！雷夢娜》在秀場一炮而紅，在香江、東南亞地區相當火紅、曾被封為香江四大歌后之一美譽。

## 家庭
1978年9月13日，李亞萍與余天結婚，並育有兩女一子：余筱萍、余泳澐（原名余苑綺）與余祥銓。因為家庭成員的相處時有笑料，全家人偶爾也會一起上談話節目分享家庭的趣事。李亞萍原出身回教家庭，後隨夫家改信佛教，2015年受洗基督教。

## 軼事
- 李亞萍自幼為穆斯林，婚後追隨余家燒香拜佛；後來因余天三弟余龍的前妻紀寶如的穿針引線而到教會聽講，最後，為祈禱直腸癌三期的女兒余苑綺健康，受洗成為基督徒。余天的父親余志華、余天、余天的胞弟余帝也相繼受洗。
- 因為是外省籍，李亞萍起初完全聽不懂台語，嫁給余天時因為余天很孝順父母，想盡力服侍公婆。因為公婆只會講台語，李亞萍努力學台語，會在秀場唱台語歌，怪腔怪調的台語歌常被主持人豬哥亮嘲諷當節目效果，不過豬哥亮也經常在節目中稱讚外省籍的李亞萍努力融入本省籍的余家的用心。
- 剛結婚開始學台語的李亞萍跟公婆同住時因語言不通常鬧笑話。一次她放了洗澡水想請婆婆洗澡，余母打個手勢要李亞萍先去洗，李亞萍想請婆婆先去，但台語不好，結果說成「你（余天母親）先企係，我加企係」，李的原意是「你先去洗，我再去洗」，結果李說成「你先去死，我再去死」。[3]
- 夫妻倆都嗜打麻將，但李亞萍經常瞎打，不知怎麼打的就贏很多，嚇得余天的牌咖聽到余不在，余叫他們去跟李打時就逃之夭夭，就算在余家門口了也快速折返打消念頭。
- 余天曾因在歌廳開黃腔、在警察局中打記者而被判在拘留所關一個星期。李亞萍為了看到余天，還跑去拘留所後面的飯店住，對著拘留所的窗戶揮手帕想讓余天看到她。
- 兩夫妻曾和秀場好友豬哥亮、黃西田、康弘等到水流仙姑寺。廟中供奉的仙姑喜歡漂亮女生，李亞萍一去仙姑竟附在她身上，康弘表示他還發現附身在李身上的仙姑不只一個[3]。因為當時余天出車禍手打石膏，只好讓豬哥亮摟住她以免受傷，但豬哥亮最終目的是要跟仙姑要明牌[4]。余天原本不相信這套，但在仙姑附身在李亞萍身上指示一些事情，且料事如神後，也不得不相信真的有仙姑附在李身上。
- 嘴上很會開車，余祥銓剛考上駕照時李坐在副駕駛座諄諄告誡開車的要領，結果一次載小孩時竟不小心開到機車專用道，機車按喇叭時還對坐在車內的小孩抱怨幹嘛不讓他先過。
- 只要跟余天吵架吵不贏就離家出走，剛結婚時余天都會努力去請李回來。然而在苦勸余天不要選立委時用同樣的手法想逼退余天時李離家出走了一個星期余天都沒發現，最後面子掛不住的李亞萍只好摸摸鼻子回家，還辯稱是想念家裡的狗才回去。
- 李以前作秀時母親都會跟去，每次余天跟她同檔秀時，經常會在秀場外面跟小混混打得鼻青臉腫，李母看到余天進來後台之後，都會把李亞萍藏在更衣間，說「流氓歌星來了」。
- 身材火辣、話題葷腥不忌，就算和余天結婚多年穿著也不避諱。作秀時常被主持人吃豆腐，余天為此常氣得打主持人當效果，有一次還把主持人全部趕下台，李氣得在台上跟余吵架，但這些都只是效果。

## 主持作品
| 年份                       | 頻道         | 節目           | 備註                                                             |
| -------------------------- | ------------ | -------------- | ---------------------------------------------------------------- |
| 2005                       | 中華電視公司 | 《台灣開心秀》 | 與余天、余祥銓、余筱萍、余苑綺合作主持。余天離職後，由鄭進一遞補 |
|                            | 衛視中文台   | 《搶錢夫妻檔》 | 與余天合作主持                                                   |
|                            | 中天娛樂台   | 《身體密碼》   |                                                                  |
| 2019年2月3日-2019年3月10日 | 華視         | 《黃金年代》   | 與王彩樺合作主持                                                 |

## 演出作品

### 電視劇
| 年份   | 頻道       | 劇名               | 飾演角色 | 備註           |
| ------ | ---------- | ------------------ | -------- | -------------- |
| 1997年 | 台視       | 《添丁發財好運來》 | 邱麗芳   |                |
| 2004年 | 東森綜合台 | 《婆媳過招千百回》 | 林好     | 第一女主角     |
| 2005年 | 東森綜合台 | 《好美麗診所》     | 阿蘭     | 只出現在照片中 |

## 評語
- 張菲：余天和李亞萍是『銀色夫妻』和『國寶級人物』。

## 音樂作品

### 專輯
| 發行日期 | 專輯名稱                  | 唱片公司 | 曲目 |
| 1970     | 你是偷心人                | 海山唱片 | 曲目 1. 留不住的你 2. 你是負心人 3. 寂寞芳心 4. 愛神 5. 想妳恨你愛你 6. 我與咖啡 7. 你是偷心的人 8. 人兒不能留 9. 沒有良心的人 10. 跟你一起走 11. 歸來吧 ! 懷念的人 |
| 1970     | 醒來吧 ! 雷夢娜           | 海山唱片 | 曲目 1. 醒來吧 ! 雷夢娜 2. 留不住的你 3. 你是負心人 4. 想你恨你愛你 5. 幾時再回頭 6. 請你不要走 7. 我與咖啡 8. 你是偷心的人 9. 風流表哥俏表妹 10. 沒良心的人 11. 人兒不能留 12. 跟你一起走 13. 無限相思無限愁 14. 歸來吧 ! 懷念的人                                                                                              |
| 1971     | 群星 庭院深深(合輯)       | 海山唱片 | 曲目 1. 庭院深深(歸亞蕾) 2. 我倆在一起(劉家昌) 3. 有我就有你(劉家昌) 4. 小雨(劉家昌) 5. 你真無情(劉家昌) 6. 輕煙(劉家昌) 7. 愛火撩人(雙燕姐妹) 8. 誰能替我傳心意(楊小萍) 9. 櫻花淚(趙曉君) 10. 請你不要走(李亞萍) 11. 想你想你我想你(楊燕) 12. 無盡相思無盡淚(洪淑美)                                                            |
| 1971     | 只要今宵留住你            | 海山唱片 | 曲目 1. 只要今宵留住你 2. 有我就有你 3. 多情空遺恨 4. 再來一個 5. 淚的小河 6. 不要一去不回 7. 夢醒不了情 8. 為什麼忘不了 9. 往日的小路 10. 恨你把心變 |
| 1971     | 群星 我為情狂             | 樂風唱片 | 曲目 1. 我為情狂(尤雅) 2. 三個約會(尤雅) 3. 我該怎麼辦(李亞萍) 4. 代價(尤雅) 5. 戀愛滋味(尤雅) 6. 愛火燎人(雙燕姐妹) 7. 沒良心的人(李亞萍) 8. 你願意不願意(尤雅) 9. 難忘的你(尤雅) 10. 那個孩子不想家(白薇薇) 11. 你再想一想(尤雅) 12. 我不能沒有你(尤雅) 13. 酒和淚(李亞萍) 14. 愛的圈套(李亞萍)                                |
| 1971     | 群星 愛情123(合輯)        | 樂風唱片 | 曲目 1. 愛情123(張素綾) 2. 我問白雲(尤雅) 3. 誰來同情我(鄧麗君) 4. 活著就是為了你(楊小萍) 5. 不怨你不恨你(李亞萍) 6. 人兒不能留(謝雷) 7. 想你想你我想你(楊燕) 8. 再會吧原野(趙曉君) 9. 夢醒不了情(楊小萍) 10. 默默祝福你(楊燕) 11. 只有我和你(尤雅) 12. 我的愛情像星星(鄧麗君) 13. 情人夢(洪淑美) 14. 無限相思無限愁(李亞萍)     |
| 1971     | 醒來吧 ! 雷夢娜           | 樂風唱片 | 曲目 1. 醒來吧 ! 雷蒙娜 2. 愛你一萬倍 3. 為什麼忘不了 4. 多情空餘恨 5. 我該怎麼辦 6. 只要今宵留住你 7. 不要一去不回 8. 只要為你活一天 9. 再來一個 10. 天涯海角要找你 11. 夢醒不了情 12. 你問我我問誰 13. 往日的小路 14. 愛的圈套                                                                                                 |
| 1971     | 群星 風流表哥俏表妹(合輯) | 樂風唱片 | 曲目 1. 風流表哥俏表妹(李亞萍) 2. 追你追到底(張帝) 3. 相思悠悠(楊燕vs青山) 4. 你是負心人(青山) 5. 為什麼不愛我(張帝) |
| 1972     | 心愛的馬車                | 樂風唱片 | 曲目 1. 心愛的馬車 2. 愛的秘密 3. 今夜的雨 4. 相思為君愁 5. 何必呢 ! 愛人 6. 你來了 7. 愛情123 8. 迷你迷你 9. 傷心尋夢人 10. 我沒拋棄你 11. 我沒有騙你 12. 雨中戀 13. 為什麼你不來 14. 淡淡情愁 |
| 1972     | 我沒拋棄你                | 樂風唱片 | 曲目 1. 迷你迷你 2. 我沒有騙你 3. 我沒拋棄你 4. 今夜的雨 |
| 1972     | 今夜雨濛濛(合輯EP)        | 樂風唱片 | 曲目 1. 今夜雨濛蒙(楊小萍) 2. 我沒拋棄你(李亞萍) 3. 向日葵(鄧麗君) 4. 海棠姑娘(鄧麗君) |
| 1973     | 什麼都怕                  | 樂風唱片 | 曲目 1. 什麼都怕 2. 風雪情未了 3. 喚不回的夢 4. 小薇 5. 娜奴娃情歌 6. 春天在車廂裡 7. 淡淡的情愁 8. 風從那裡來 9. 當我已經知道愛 10. 一見鍾情 11. 誰的錯 12. 我沒拋棄你 13. 我要咖啡 14. 我該怎麼辦 |
| 1973     | 愛你春夏秋冬              | 樂風唱片 | 曲目 1. 愛你春夏秋冬 2. 愛似輕風情似細雨 3. 愛有多深 4. 夢難忘 5. 希望有一天 6. 寂寞的淚影 7. 微笑的送你走 8. 美酒加咖啡 9. 淚汪汪 10. 黃昏雨 11. 小花夕陽下 12. 你可知道我愛誰 13. 想起從前 14. 那個人就是我 |
| 1973     | 愛不是佔有                | 樂風唱片 | 曲目 1. 愛不是佔有 2. 跑馬山歌 3. 小小水仙花 4. 可知道什麼是悲傷 5. 小雨下不停 6. 有了春天不知道 7. 只為一個你 8. 迷人的微笑 9. 多情空餘恨 10. 因為我有了你的愛 11. 我的好伴侶 12. 又是一個下雨天 13. 如果你是有情人 14. 微笑的送你走                                                                                            |
| 1973     | 愛不是佔有                | 樂風唱片 | 曲目 1. 愛不是佔有 2. 多情空遺恨 3. 迷人的微笑 4. 小雨下不停 |
| 1973     | 風從那裡來                | 樂風唱片 | 曲目 1. 風從那裡來 2. 喚不回的夢 3. 小薇 4. 一見鍾情 |
| 1975     | 落葉                      | 麗歌唱片 | 曲目 1. 我不會忘記 2. 春風吹香荷花塘 3. 藍海青天 4. 一片流雲 5. 心語 6. 月兒含情雲兒飄 7. 落葉 8. 問秋月 9. 期望 10. 我倆不分開 11. 舞台上 12. 留戀 |
| 1976     | 相逢夕陽下                | 麗歌唱片 | 曲目 1. 情人湖 2. 我倆的愛 3. 再見夏天 4. 此情永不移 5. 你 6. 感情 7. 相逢夕陽下(feat.余天) 8. 丹青緣 9. 風雨不再來 10. 我心深處只有你 11. 一片相思寄白雲 12. 來看我 |
| 1979     | 不如歸去                  | 麗歌唱片 | 曲目 1. 不如歸去 2. 一朵彩雲 3. 苦菜花 4. 輕輕呼喚 5. 愁雨(feat.余天) 6. 相思夢 7. 雨中的回憶 8. 回到我的懷抱 9. 彩霞滿情天 10. 天長地久永伴君 11. 花香迷人 12. 你 你 你 |
| 1979     | 新娘與新郎                | 凱旋機構 | 曲目 1. 新娘與新郎(李亞萍) 2. 相見不如懷念 3. 三個夢 4. 相逢夕陽下 5. 知己(余天) 6. 鳳凰樹下(余天) 7. 丹青緣(余天) 8. 未完成的戀曲(余天) 9. 午夜夢迴時(余天) 10. 再見夏天(李亞萍) 11. 問黃昏(余天) 12. 我心深處只有你(李亞萍) 13. 情人湖(李亞萍) 14. 星夜的離別(余天)                                                            |
| 1980     | 群星 萬紫千紅(合輯)       | 東尼機構 | 曲目 1. 落花如夢夢如花(余天) 2. 微微的一笑(余天) 3. 抬頭望一望(甄秀珍) 4. 我為誰流淚(甄秀珍) 5. 舊時情(費玉清) 6. 找一個下雨天(費玉清) 7. 田園之歌(費玉清) 8. 我把一切告訴你(甄秀珍) 9. 春的懷念(甄秀珍) 10. 你曾經愛過我(余天) 11. 對我說個明白(余天) 12. 白雲長在天(費玉清) 13. 我心生愛苗(費玉清) 14. 新春好預兆(余天&李亞萍) |
| 1983     | 一條橋                    | 東尼機構 | 曲目 1. 一條橋(合唱) 2. 母子異鄉流浪(李亞萍) 3. 山南山北走一回(余天) 4. 雨中景象(余天) 5. 搖船曲(合唱) 6. 白蘭香(李亞萍) 7. 期待再相會(合唱) 8. 黃昏(李亞萍) 9. 誰能禁止我的愛(李亞萍) 10. 離別的眼淚(余天) 11. 當作沒有愛過我(余天) 12. 望著你(合唱)                                                                            |

## 註解
1. ↑  YouTube上的TVBS採訪李亞萍、余天的家
2. ↑  .   [2015-05-16]. （原始内容存档于2018-06-12）.
3. 1 2  . LiTV線上影視.   [2009-08-01]. （原始内容存档于2018-09-02） （中文（臺灣））.
4. ↑  . Youtube.   [2009-08-01] （中文（臺灣））.

## 外部連結
- 李亞萍的Facebook專頁